# タデウシュ・ジュムジンスキ
- タデウシュ・ツムジンスキ

タデウシュ・ジュムジンスキ（ポーランド語: Tadeusz Żmudziński, 1924年6月9日 - 1992年1月18日）は、ポーランドのピアノ奏者。
ホジュフの生まれ。1933年からカトヴィツェ音楽院でヴワディスワヴァ・マルキエヴィツォヴナにピアノを師事。第二次世界大戦中はクラクフに疎開し、その地のカフェテリア等で演奏活動を行ったが、1945年にカトヴィツェ音楽院に戻った。1947年に卒業するとパリに行き、ヴァルター・ギーゼキングとアルフレッド・コルトーの薫陶を受けた。1949年に帰国してからは、ズビグニェフ・ジェヴィエツキやヤン・エキエルの下で研鑽を積み、同年のショパン国際ピアノ・コンクールで12位に入賞した。以後、欧米諸国で演奏活動を展開し、1977年にポーランド政府からオフィツェルスキ十字勲章を受勲している。
1961年からクラクフ音楽院で教鞭をとり、1973年から母校のカトヴィツェ音楽院でも教えた。1986年よりカトヴィツェ音楽院の教授となった。
カトヴィツェにて没。